# Augusta Westerberg
Augusta Westerberg, född 25 april 1865 i Klinte, Gotland, död 31 mars 1959 i Kalmar, var en svensk seminarierektor. 
Augusta Westerberg var dotter till handlanden Oscar Westerberg i Klintehamn och Carolina Fåhræus. Hon examinerades från Högre lärarinneseminariet i Stockholm och var därefter lärarinna vid Visby högre folkskola 1885–1894, och vid Rostads folkskoleseminarium i Kalmar från 1895, där hon först var adjunkt i kristendomskunskap, naturkunnighet, pedagogik och metodik och från 1918 lektor i biologi med hälsolära. Hon förordnades till seminariets rektor 1912 och blev ordinarie rektor 1917 och var det till sin pensionering 1925; hon var Sveriges första kvinnliga seminarierektor.[källa behövs] Hon var ledamot av Kalmar stads folkskolestyrelse 1917–1930 av Kalmar stads barnavårdsnämnd 1925–1937 och inspektor för småskoleseminariet i Kalmar 1921–1932 och vid flickskolan där 1926–1936. I Kalmar var hon också ordförande i Föreningen för fattiga och sjuka och engagerad i den kyrkliga verksamheten.
Hon erhöll kungliga medaljen Illis quorum 1925.